# Volaticotherium

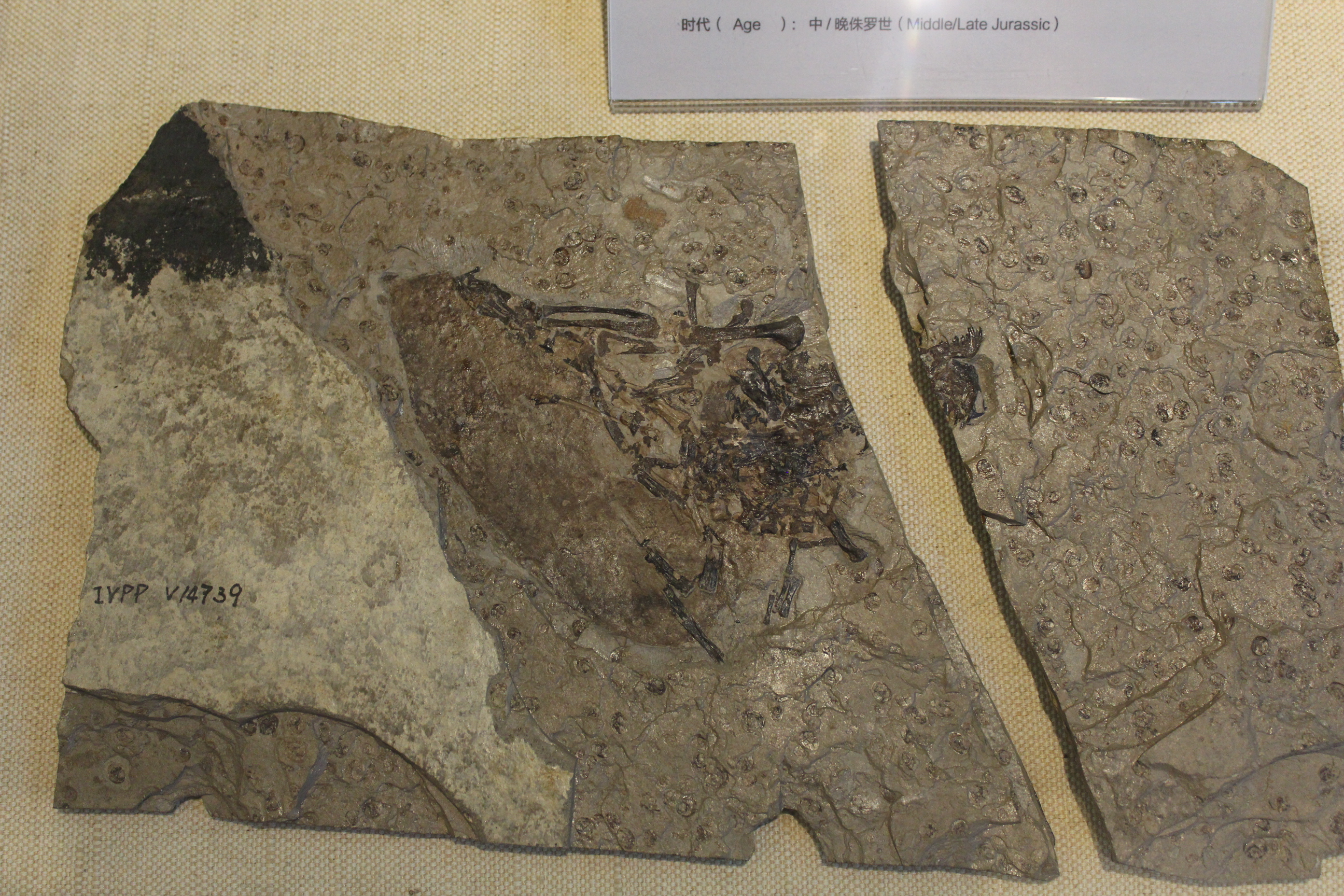
Der Holotyp von Volaticotherium

Volaticotherium antiquum ist ein dank seiner Flughäute zum Gleitflug befähigtes, kleines Säugetier aus dem Mesozoikum. Das Fossil wurde im Dezember 2006 erstmals wissenschaftlich beschrieben und auf ein Alter von etwa 130 Millionen Jahren datiert. Zuvor waren gleitfliegende Säugetieren nur aus mindestens 70 Millionen Jahre jüngeren geologischen Schichten bekannt. Das Fossil belegt, dass Säugetiere bereits zur gleichen Zeit den Luftraum für sich erschlossen wie die gefiederten Dinosaurier.
Der Name des Fossils ist zusammengesetzt aus lateinisch volaticus („geflügelt, fliegend“), griechisch θερίον „therion“ („haariges Tier“) und lateinisch antiquus („uralt“). Es wurde in den Daohugou-Schichten im Nordosten der Volksrepublik China in der Inneren Mongolei beim Ort Daohugou (Kreis Ningcheng, zur Stadt Chifeng gehörend) ausgegraben, und zwar unterhalb einer Gesteinsschicht, deren Alter auf 125 Millionen Jahre datiert wurde. Dies stellt somit ein Mindestalter für Volaticotherium dar, mittlerweile wird jedoch auch ein Alter von etwa 158 Ma BP (Oxfordium) in Erwägung gezogen.

## Merkmale
Das Tier war der Erstbeschreibung zufolge etwa 120–140 mm lang und wog etwa 70 Gramm; seine Größe entsprach somit ungefähr dem amerikanischen Zwerggleithörnchen (Assapan) Glaucomys volans. Die Form seiner Fußknochen deutet auf eine baumbewohnende Lebensweise hin, ähnlich den heute lebenden Gleithörnchen. Aufgrund anderer anatomischer Merkmale muss der Erstveröffentlichung zufolge davon ausgegangen werden, dass das Tier wegen seines geringen Gewichts und der im Verhältnis hierzu großen Flughäute zwar ein agiler Gleitflieger war, jedoch beim Gleiten vermutlich keine Fluginsekten erbeuten konnte; die Bezahnung lässt auf Insekten als wichtigste Nahrung schließen.
Aufgrund seiner anatomischen Besonderheiten wurde das Fossil nicht nur mit einem neuen Gattungs- und Artnamen benannt. Vielmehr wurde es auch als bisher einzige Art der neuen Säugetier-Ordnung Volaticotheria und in dieser der neuen Familie Volaticotheriidae zugeordnet.

## Forschungsgeschichte
Der Entdecker und Erstbeschreiber des Fossils, Jin Meng (chinesisch 孟津, Pinyin Mèng Jīn), stammt aus der Volksrepublik China und hatte in den 1980er Jahren in Peking seine akademische Ausbildung im Fach Paläontologie absolviert, war danach aber in die USA gegangen und in New York als Kurator im American Museum of Natural History tätig geworden. Mit seiner Pekinger Ausbildungsstätte, dem Institut für Wirbeltierpaläontologie und Paläoanthropologie der Chinesischen Akademie der Wissenschaften stand er jedoch weiterhin regelmäßig in Verbindung, sodass ihm im März 2006 bis dahin unbearbeitete Fossilfunde zur Untersuchung überlassen wurden. Eines dieser Fundstücke mit der Code-Nummer IVPP V 14739 war nach oberflächlicher Betrachtung als uninteressantes Exemplar den Triconodonta zugeordnet worden, Meng erkannte dessen Bezahnung jedoch als untypisch. Bei einer näheren Analyse des Fossils unter dem Mikroskop entdeckte er dann zudem die Umrisse einer Hautmembran, die dicht mit Haaren überzogen war und beidseits des Körpers zwischen allen vier Beinen und dem Ansatz des langen Schwanzes aufgespannt werden konnte, sobald das Tier seine Beine seitlich vom Körper weg streckte. Nach sechs Monaten Präparation und Recherche in Datenbanken stand fest, dass das Fossil keiner zuvor bekannten Art, ja nicht einmal einer bis dahin bekannten Säugetier-Ordnung zugehörig ist.

## Belege
1. ↑  Auf Beschluss der International Commission on Zoological Nomenclature wurde der zunächst gewählte Name V. antiquus Anfang 2007 geändert in V. antiquum. Corrigendum in: Nature. Band 446, März 2007, S. 102, doi:10.1038/nature05639.
2. ↑  Jin Meng et al.: A Mesozoic gliding mammal from northeastern China. In: Nature. Band 444, Nr. 7121, 2006, S. 889–893, doi:10.1038/nature05234.